# Solanum inaequilaterum
Solanum inaequilaterum är en potatisväxtart som beskrevs av Karel Domin. Solanum inaequilaterum ingår i släktet skattor som ingår i familjen potatisväxter. Inga underarter finns listade i Catalogue of Life.